# Schloss Egmating

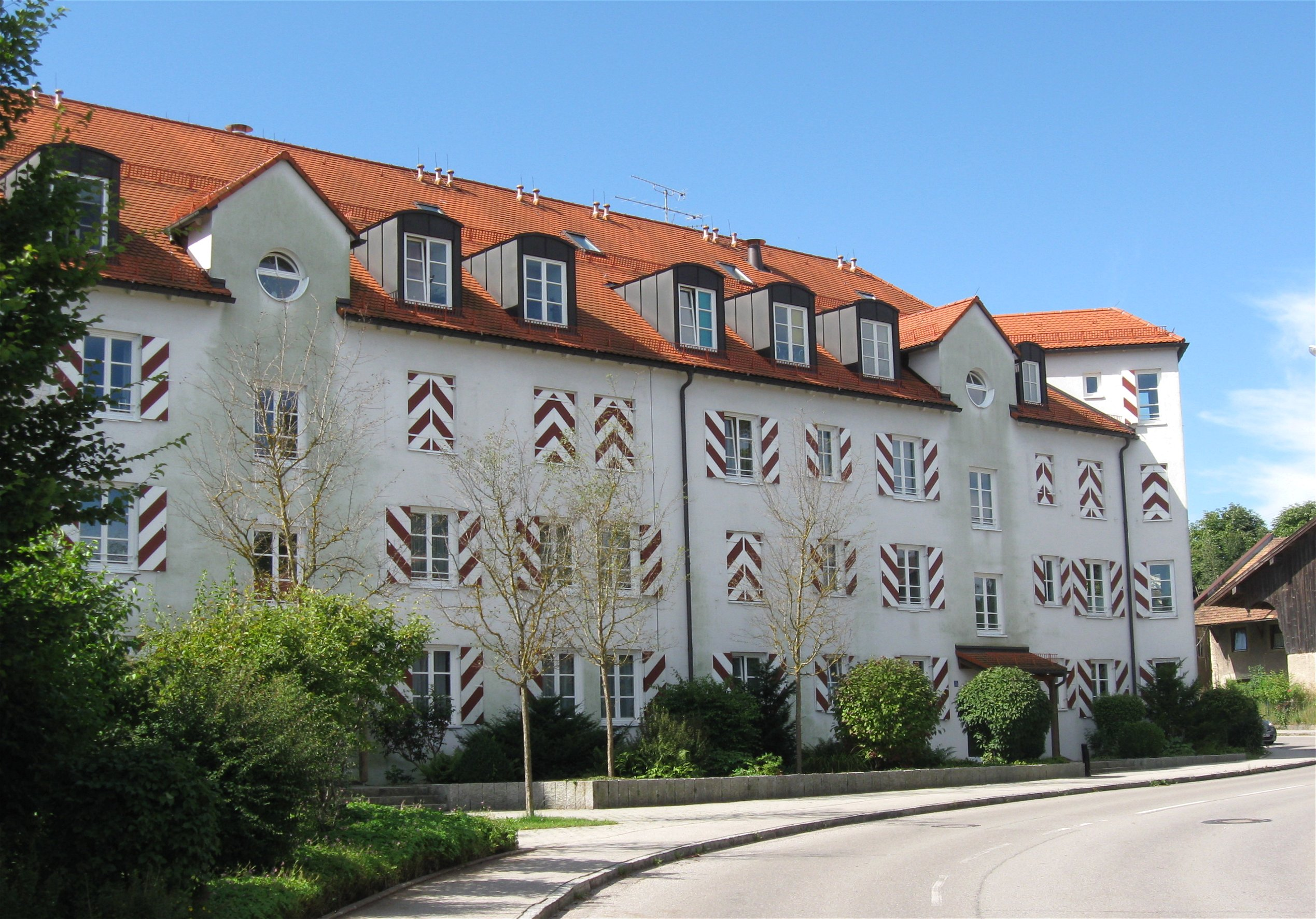
Schloss Egmating (2011)

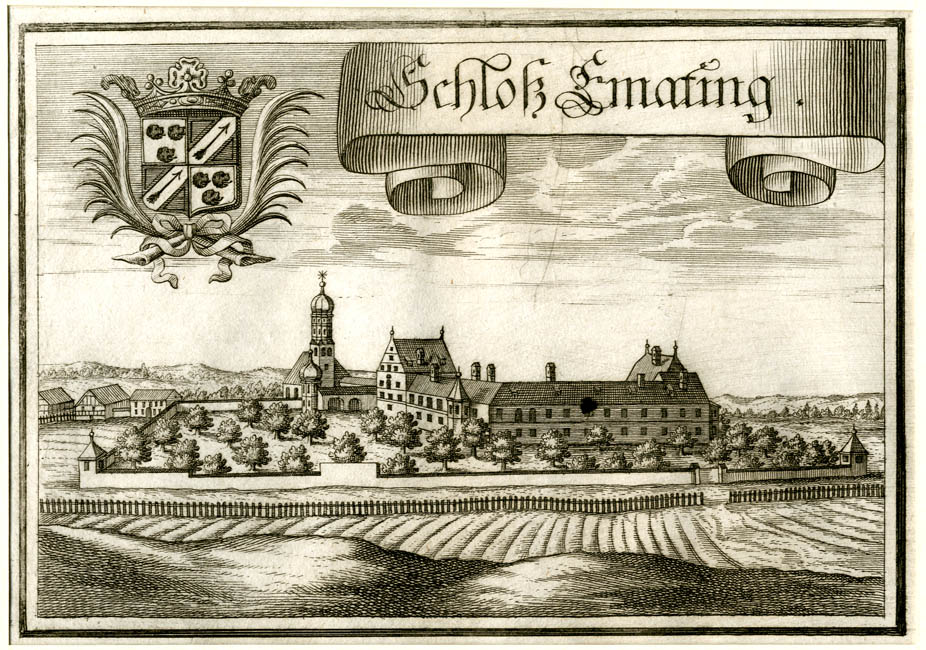
Schloss Egmating 1701

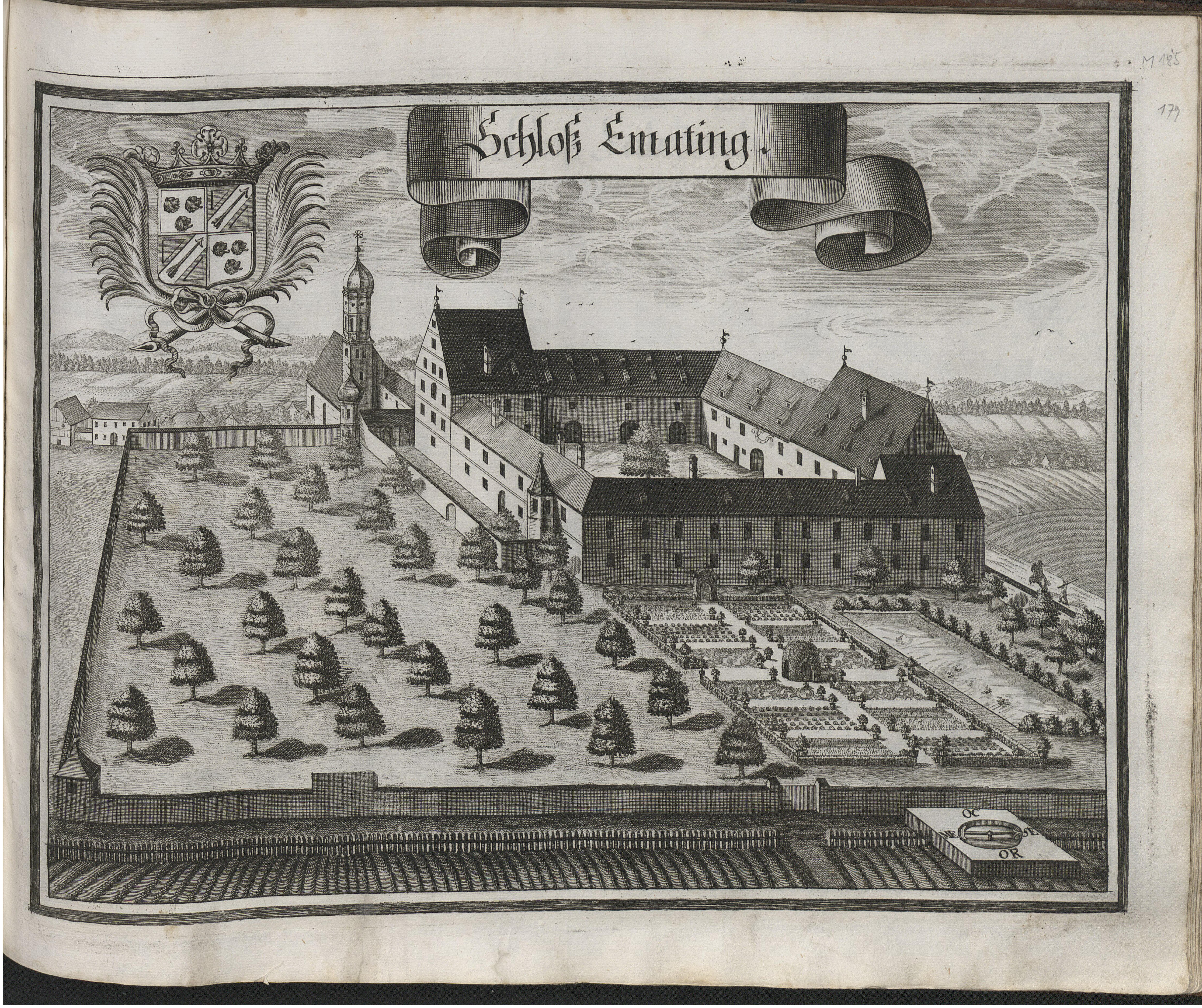
Schloss Egmating nach einem Stich von Michael Wening (um 1726)

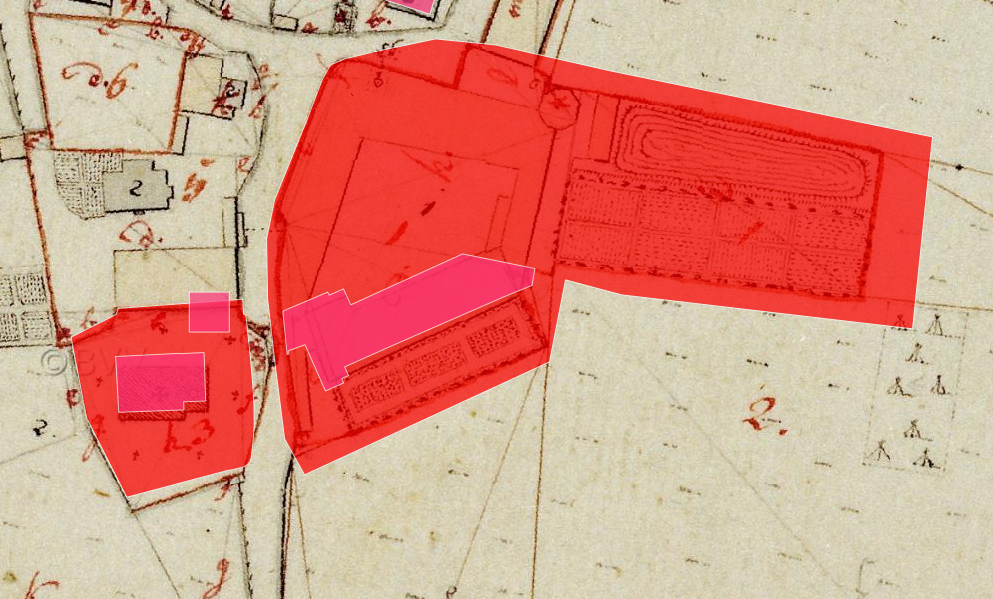
Lageplan von Schloss Egmating auf dem Urkataster von Bayern

Das ehemalige Hofmarksschloss Schloss Egmating liegt südöstlich der bayerischen Landeshauptstadt München in der Gemeinde Egmating im Landkreis Ebersberg von Bayern. Das Schloss liegt unmittelbar östlich der Pfarrkirche St. Johann Baptist und Michael. Die Anlage ist unter der Aktennummer D-1-75-116-3 als Baudenkmal verzeichnet. „Untertägige spätmittelalterliche und frühneuzeitliche Befunde im Bereich des ehem. Hofmarksschlosses von Egmating und seiner Vorgängerbauten mit barocken Gartenanlagen“ werden zudem als Bodendenkmal unter der Aktennummer D-1-7936-0062 geführt.

## Geschichte
Egmating wird im 11. Jahrhundert erstmals erwähnt. Seit 1449 war das Schloss bzw. die Vorgängergebäude im Besitz der Münchner Ratsfamilie der Schrencks. In späteren Jahrhunderten war es im Besitz der Freiherren Schrenck von Notzing und Egmating, der Freiherren von Horn, des Grafen Arco auf Zinneberg und der Freiherren von Büsing-Orville. Das ehemalige Hofmarksschloss wurde später als Brauerei genutzt. In der Nacht vom 20. zum 21. August 1911 brannten die Ökonomiegebäude der Adolf Freiherr von Büsing-Orville gehörenden Schlossbrauerei Egmating nieder. Um den Absatz der mit großem finanziellen Aufwand wiederaufgebauten Brauerei zu sichern und zu steigern, kaufte er umliegende Wirtschaften auf, wie Berganger, Schönau, Moosach (alter Wirt), Wildenholzen (Kellerwirt), Bruck, Glonn (Postwirt) und Schießstätte. Die Brauerei wurde 1927 jedoch an die Paulaner-Thomas-Brauerei in München verkauft. 
Das heutige Hauptgebäude stammt aus dem 17. Jahrhundert, während Brauerei und Wirtschaftsgebäude aus der ersten Hälfte des 19. Jahrhunderts stammen. Im Schloss befinden sich heute Eigentumswohnungen, das Clubhaus der Golfanlage Schloss Egmating und eine Schlossgaststätte.

## Golfanlage Schloss Egmating
Östlich vom Schloss wurde 1991 ein Golfplatz auf ca. 80 Hektar Land gebaut. Eigentümer und Gründer der Golfanlage Schloss Egmating ist die Bavaria Golfanlagen GmbH & Co. Schloss Egmating KG, eine Tochterfirma der Schörghuber Unternehmensgruppe. Der Spielbetrieb der kompletten Anlage startete 1992. Im folgenden Jahr erhielt die Anlage von der Zeitschrift Golf Sport die Auszeichnung, zu den „30 besten Anlagen in Deutschland“ zu gehören. Im Jahr 2015 und 2016 fanden die Deutschen Meisterschaften AK 35 auf der Golfanlage statt.
Der Golfclub Schloss Egmating liegt mit seiner 27-Loch-Anlage sehr stadtnah südöstlich von München und bietet einen 18-Loch-Meisterschaftsplatz und den 9-Loch-Arabella Course mit großzügiger Driving Range sowie Chipping- und Pitch-Area und Putting Green. Das relativ flache Gelände wurde durch umfangreiche Anpflanzungen, Schutzflächen und Biotope zu einem abwechslungsreichen Platz gestaltet.
Auf der Golfanlage können Gäste gegen Greenfee den Platz bespielen. Daneben werden wöchentliche Einsteigerkurse (Schnupperkurse) und auch Platzreifekurse für Interessierte angeboten.